# FK Austria/ASV Puch
FK Austria/ASV Puch – austriacki klub piłkarski, mający siedzibę w mieście Graz, w południowo-wschodniej części kraju. Obecnie gra w 1. Klasse Mitte A.

## Historia
Chronologia nazw:
- 1921: Sportclub Südbahn Graz
- 1938: Reichsbahn SG Graz
- 1945: SK Südbahn Graz
- 1948: ESV Austria Graz
- 2004: FK Austria/ASV Puch – po fuzji z ASV Puch

Klub sportowy SC Südbahn Graz został założony w miejscowości Graz 15 kwietnia 1921 roku. Wkrótce dołączył do Związku Piłkarskiego Styrii. W 1925 roku zespół debiutował w Steiermark 1. Klasse, jednak po skróceniu liczby drużyn w lidze do 4 spadł do Steiermark 2. Klasse. Od 1931 roku regularnie uczestniczył w najwyższej lidze krajowej. Wskutek aneksji Austrii przez Rzeszą Niemiecką 12 marca 1938 roku rozgrywki w Austrii były organizowane jako część mistrzostw Niemiec. Austriackie kluby walczyli w Gaulidze, a zwycięzca potem uczestniczył w rozgrywkach pucharowych o tytuł mistrza Niemiec. Klub jako związek kolejowy musiał zmienić nazwę na Reichsbahn SG Graz i kontynuował występu na drugim poziomie ligowym, zwanym Bezirksklasse Süd, a od 1940 roku Gauliga Steiermark. W sezonie 1943/44 wygrał grupę A Gauligi i potem w meczach playoff wygrał ze zwycięzcą grupy B BSG Rosental (5:0, 1:2), jednak pozostał w drugiej lidze. W niedokończonym sezonie 1944/45 po 7.kolejkach prowadził w Gauliga Steiermark Mitte. Po zakończeniu II wojny światowej klub po zmianie nazwy na SK Südbahn Graz kontynuował grę na drugim poziomie w Landesliga Steiermark (D2). W 1948 zmienił nazwę na ESV Austria Graz, a w 1950 po wygraniu Landesligi Steiermark, grał potem w turnieju playoff, gdzie zajął drugie miejsce w grupie I (Ost). Klub awansował do Staatsligi B, która została wprowadzona w 1950 roku jako drugi poziom ligowy. W sezonie 1954/55 zajął drugie miejsce i potem w meczach playoff wygrał (2:2, 3:3, 4:0) z FC Dornbirn, uzyskując historyczny awans do najwyższej ligi. Debiutowy sezon 1955/56 w Staatsliga A zakończył na ostatnim 14.miejscu i spadł z powrotem do Staatsligi B. W 1959 Staatsliga B została rozwiązana i wprowadzone trzy ligi regionalne. W wyniku reorganizacji klub kontynuował grę w Regionalliga Mitte. W 1962 został zdegradowany do Landesligi Steiermark (D3). W 1964 klub spadł do Oberligi. Potem powoli spadał coraz niżej w hierarchii ligowej, aby w 2006 dotrzeć do najniższej ligi regionalnych mistrzostw Styrii, zwanej 1. Klasse Mitte A. Dwa lata wcześniej, w 2004 klub połączył się z ASV Puch (zespół pracowników Puch-Werke) w FK Austria/ASV Puch. W 2009 awansował do Gebietsligi Mitte (D7),jednak w 2014 spadł z powrotem. W sezonie 2014/15 natychmiast wygrał 1. Klasse Mitte A i wrócił na dwa lata do Gebietsligi Mitte, po czym ponownie został zdegradowany do 1. Klasse Mitte A.

## Barwy klubowe, strój
|  |

Klub ma barwy fioletowe. Zawodnicy domowe spotkania zazwyczaj grają w fioletowych koszulkach, fioletowych spodenkach oraz fioletowych getrach.

## Sukcesy

### Trofea międzynarodowe
Nie uczestniczył w rozgrywkach europejskich (stan na 31-05-2019).

### Trofea krajowe
| \| \| Zdobyte trofea w rozgrywkach Austrii (stan na: 31-05-2019) \| |                                                            |      |                                     |
| Rozgrywki                                                           | Osiągnięcie                                                | Razy | Sezon(y)                            |
| · Mistrzostwo                                                       | I miejsce                                                  | 0    |                                     |
| · Mistrzostwo                                                       | II miejsce                                                 | 0    |                                     |
| · Mistrzostwo                                                       | III miejsce                                                | 0    |                                     |
| · Mistrzostwo                                                       | 14.miejsce                                                 | 1    | 1955/56                             |
| Puchar                                                              | zdobywca                                                   | 0    |                                     |
| Puchar                                                              | finalista                                                  | 0    |                                     |
| Puchar                                                              | 1/8 finału                                                 | 1    | 1960/61                             |
| II liga                                                             | I miejsce                                                  | 3    | 1943/44, 1944/45 (niedok.), 1949/50 |
| II liga                                                             | II miejsce                                                 | 4    | 1941/42, 1942/43, 1945/46, 1954/55  |
| II liga                                                             | III miejsce                                                | 1    | 1946/47                             |
| Austria                                                             | Zdobyte trofea w rozgrywkach Austrii (stan na: 31-05-2019) |      |                                     |

## Poszczególne sezony

### Rozgrywki międzynarodowe

#### Europejskie puchary
Nie uczestniczył w rozgrywkach europejskich.

### Rozgrywki krajowe
| \| Austria \| Bilans występów klubu w rozgrywkach piłkarskich Austrii (Stan na 31 maja 2019 r.) \| \| | |        |       |   |   |   |    |    |     |                      |        |        |      |
| Poziom                                                                                                | Rozgrywki | Sezony | Mecze | Z | R | P | B+ | B– | Pkt | Lata                 | Awanse | Spadki | Naj. |
| I | Staatsliga A | 1      |       |   |   |   |    |    |     | 1955/56              | 0      | 1      | 14   |
| II | Steiermark 1. Klasse/ Bezirksklasse Süd/ Gauliga Steiermark/ Landesliga Steiermark/ Staatsliga B/ Regionalliga Mitte | 24     |       |   |   |   |    |    |     | 1937–1955, 1956–1962 | 1      | 1      | 1    |
| III                                                                                                   | Landesliga Steiermark                                                                                                | 2      |       |   |   |   |    |    |     | 1962–1964            | 0      | 1      | 7    |
| | Puchar Austrii | 3      |       |   |   |   |    |    |     | 1959–1962            | 0      | 0      | 1/8  |
| Austria                                                                                               | Bilans występów klubu w rozgrywkach piłkarskich Austrii (Stan na 31 maja 2019 r.)                                    |        |       |   |   |   |    |    |     |                      |        |        |      |

## Struktura klubu

### Stadion
Klub piłkarski rozgrywał swoje mecze domowe na stadionie Sportplatz FK Austria/ASV Puch w Grazu o pojemności 1000 widzów. Wcześniej grał na Bundesstadion Liebenau o pojemności 19 000 widzów.

### Inne sekcje
Klub prowadzi drużyny dla dzieci i młodzieży w każdym wieku. Funkcjonuje również sekcja piłki nożnej kobiet.

## Kibice i rywalizacja z innymi klubami

### Derby
- Grazer AK
- Grazer SC
- SK Sturm Graz
- SC Hakoah Graz